# St. Gangolf (Differten)

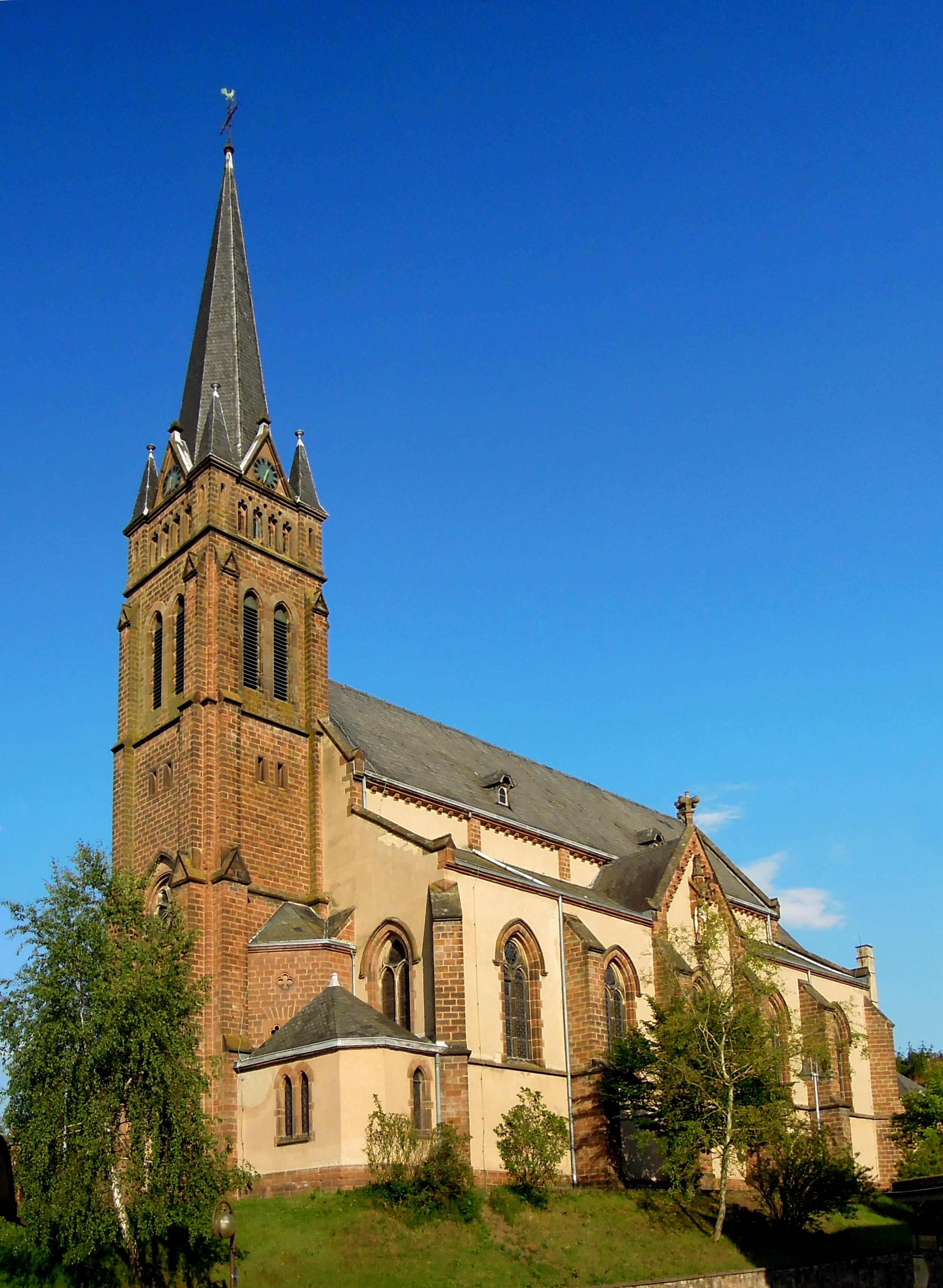
Die katholische Kirche St. Gangolf in Differten

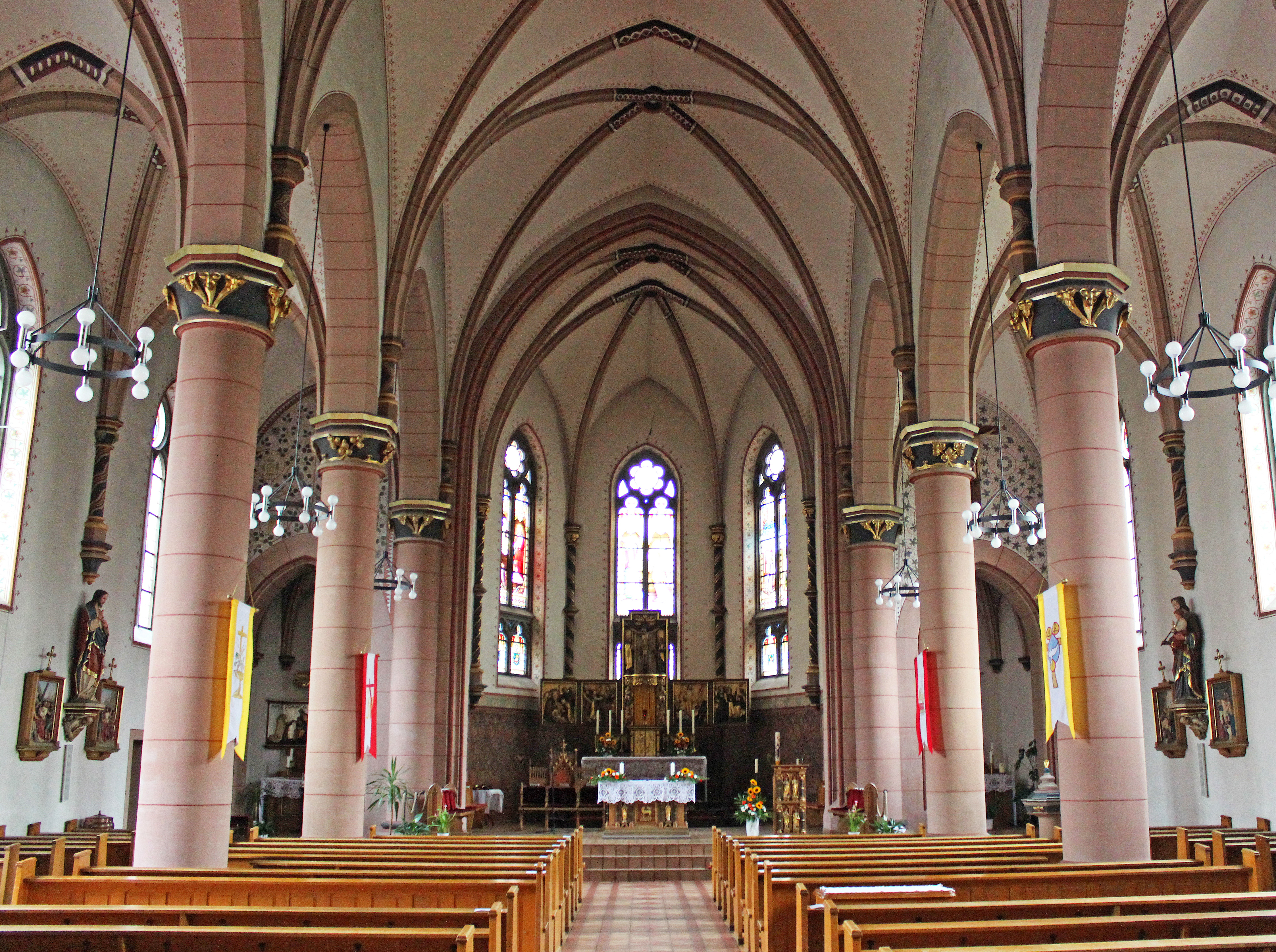
Blick ins Innere der Kirche

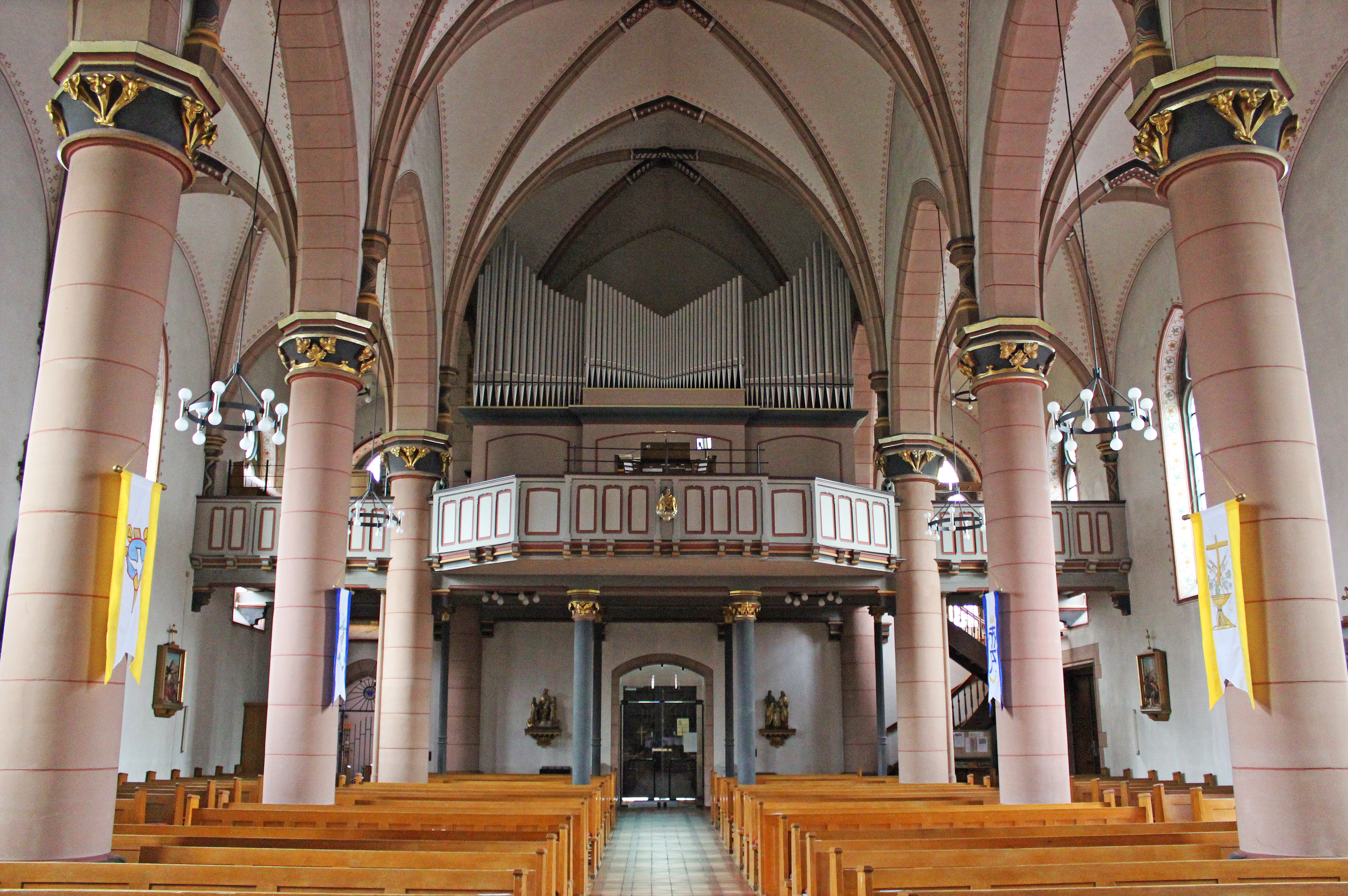
Blick zur Empore mit dem Prospekt der Haerpfer-Orgel

Die Kirche St. Gangolf ist eine dem heiligen Gangolf gewidmete römisch-katholische Pfarrkirche in Differten, einem Ortsteil der saarländischen Gemeinde Wadgassen, Landkreis Saarlouis. In der Denkmalliste des Saarlandes ist die Kirche als Einzeldenkmal aufgeführt.

## Geschichte
Die Kirche, die sich in der Ortsmitte von Differten befindet, wurde in den Jahren 1891 bis 1893 nach Plänen des Architekten Wilhelm Hector (Saarbrücken-St. Johann) errichtet. 1902–03 erfolgte der Anbau einer Taufkapelle.
Mit Wirkung zum 1. September 2011 wurde die Pfarrei St. Gangolf Teil der neu errichteten Pfarreiengemeinschaft Wadgassen
im Dekanat Wadgassen. Zur Pfarreiengemeinschaft gehören auch die Pfarreien Maria Heimsuchung in Wadgassen, Herz Jesu in Hostenbach, Hl. Schutzengel in Schaffhausen und St. Antonius von Padua in Werbeln.
Im Jahr 2004 wurde die Taufkapelle Restaurierungs- und Umbaumaßnahmen unterzogen.

## Architektur und Ausstattung
Bei der im neugotischen Stil errichteten Pfarrkirche St. Gangolf handelt es sich um eine sogenannte dreischiffige Stufenhalle oder Pseudobasilika, einer Mischform zwischen Basilika und Hallenkirche. Der Außenbau vermittelt zwar einen basilikalen Eindruck, aber im Unterschied zu einer echten Basilika ist das Mittelschiff gegenüber den beiden Seitenschiffen weniger erhöht. Daraus resultiert ein niedriger Obergaden ohne Fensteröffnungen zwischen den Seitenschiffdächern und dem Dachtrauf des Mittel- bzw. Hauptschiffes.
Das Kirchengebäude gliedert sich in den Turm mit Spitzhelm, das fünfjochige Langhaus und den fünfseitigen polygonal abschließenden Chor. Das mittlere Joch der Seitenschiffe wird am Außenbau durch einen Giebel betont.
Zur Ausstattung der Kirche gehört eine Taufsteinhaube des Künstlers Walter Schirra (Differten). Das Bleiglasfenster mit dem heiligen Aloysius als Motiv wurde im Jahr 1903 von der Firma Gebr. Fries (Trier) angefertigt.
Weitere Ausstattungsgegenstände sind zahlreiche Heiligenfiguren, ein Kreuzweg in Form eines Bilderzyklus, sowie ein Flügelaltar im Chorraum.

## Orgel
Bis zum Jahr 2002 befand sich eine Orgel der Firma Eduard Sebald Orgelbau (Trier) in der Kirche, die im Jahr 1939 als Opus 10 erbaut wurde. Das Kegelladen-Instrument mit elektropneumatischer Spiel- und Registertraktur verfügte über 30 Register, verteilt auf zwei Manuale und Pedal.
Nach Aufgabe der Sebald-Orgel im Jahr 2002, erwarb die Kirchengemeinde Differten ein im Jahr 1957 von der französischen Orgelbaufirma Haerpfer & Erman (Boulay) erbautes Instrument, das ursprünglich für die im Jahr 2001 wegen Grubenschäden aufgegebene Kirche Herz-Jesu in Ludweiler gebaut worden war. Die Firma Hugo Mayer (Heusweiler) nahm eine grundlegende Sanierung und Überarbeitung des Instrumentes vor und stellte es in der Kirche auf.
Das Kegelladen-Instrument verfügt über 42 Register, verteilt auf drei Manuale und Pedal. Die Spieltraktur ist elektropneumatisch, die Registertraktur ist elektrisch. Die Disposition lautet wie folgt:
| I Hauptwerk C–g3 |                |             |
| 1.               | Quintaton      | 16′         |
| 2.               | Principal      | 8′          |
| 3.               | Dulcian        | 8′ (labial) |
| 4.               | Gemshorn       | 8′          |
| 5.               | Oktave         | 4′          |
| 6.               | Gedacktflöte   | 4′          |
| 7.               | Quinte         | 2 ⁄3′       |
| 8.               | Oktave         | 2′          |
| 9.               | Mixture III-IV | 1 ⁄3′       |
| 10.              | Trompette      | 8′          |
|                  | Tremulant      |             |

| II Positiv C–g3 |                 |        |
| 11.             | Rohrflöte       | 8′     |
| 12.             | Geigenprincipal | 4′     |
| 13.             | Blockflöte      | 4′     |
| 14.             | Doublette       | 2′     |
| 15.             | Tierce          | 1 3⁄5′ |
| 16.             | Cymbale III     | 2⁄3′   |
| 17.             | Cromorne        | 8′     |
| 18.             | Régale          | 4′     |
|                 | Tremulant       |        |

| III Schwellwerk C–g3 |              |        |
| 19.                  | Diapason     | 8′     |
| 20.                  | Hohlflöte    | 8′     |
| 21.                  | Salicional   | 8′     |
| 22.                  | Voix céleste | 8′     |
| 23.                  | Gedackt      | 8′     |
| 24.                  | Principal    | 4′     |
| 25.                  | Querflöte    | 4′     |
| 26.                  | Nazard       | 2 ⁄3′  |
| 27.                  | Waldflöte    | 2′     |
| 28.                  | Tierce       | 1 3⁄5′ |
| 29.                  | Plein Jeu IV | 2′     |
| 30.                  | Basson       | 16′    |
| 31.                  | Trompette    | 8′     |
| 32.                  | Hautbois     | 8′     |
| 33.                  | Clairon      | 4′     |
|                      | Tremulant    |        |

| Pedal C–f1 |                |     |
| 34.        | Principal      | 16′ |
| 35.        | Subbass        | 16′ |
|            | Dolce (= Nr.1) | 16′ |
| 36.        | Principal      | 8′  |
| 37.        | Bourdon        | 8′  |
| 38.        | Choralbasse    | 4′  |
| 39.        | Nachthorn      | 2′  |
| 40.        | Bombarde       | 16′ |
| 41.        | Trompette      | 8′  |
| 42.        | Trompette      | 4′  |

- Koppeln:
  - Normalkoppeln: II/I, III/I, III/II, I/P, II/P, III/P
  - Suboktavkoppeln: I/I, II/I, III/I, II/II, III/III
  - Superoktavkoppeln: II/I, III/I
- Spielhilfen: 256 Setzerkombinationen, Crescendowalze